# 柳沢光被
柳沢 光被（やなぎさわ みつひ、天明4年7月12日（1784年8月27日） - 天保7年9月24日（1836年11月2日））は、越後黒川藩の第6代藩主。5代藩主・柳沢信有の長男。正室は戸沢正親の娘、継室は柳沢保光の娘。通称は金蔵。官位は従五位下、伊賀守、伊勢守。
寛政9年（1797年）5月16日、信有の死により家督を相続する。寛政10年（1798年）4月18日、将軍徳川家斉に拝謁する。同年12月16日、従五位下・伊賀守に叙任する。後に伊勢守に改める。享和2年（1802年）1月26日、大坂加番を命じられる。文化3年（1806年）4月1日、日光祭礼奉行を命じられる。文政4年（1821年）4月2日、日光祭礼奉行を命じられる。文政6年（1823年）2月2日、大坂加番を命じられる。文政11年（1814年）4月2日、日光祭礼奉行を命じられる。天保7年（1836年）9月24日、死去した。跡を養子の光昭が継いだ。

## 系譜
父母
- 柳沢信有（父）
- 吉川氏 - 側室（母）

正室、継室
- 戸沢銕 - 戸沢正親の娘（正室）
- 柳沢登勢 - 柳沢保光の娘（継室）

養子
- 柳沢光昭 - 柳沢保泰の十男